# 929 Algunde
929 Algunde eller 1920 GR är en asteroid i huvudbältet, som upptäcktes den 10 mars 1920 av den tyske astronomen Karl Wilhelm Reinmuth i Heidelberg.
Asteroiden har en diameter på ungefär 11 kilometer och den tillhör asteroidgruppen Flora.